# Phyllonorycter obandai
Phyllonorycter obandai är en fjärilsart som beskrevs av De Prins och Raimondas Mozūraitis 2006. Phyllonorycter obandai ingår i släktet guldmalar, och familjen styltmalar.
Artens utbredningsområde är Kenya. Inga underarter finns listade i Catalogue of Life.